# Cape Fear
Cape Fear är en amerikansk skräck-thriller från 1991, i regi av Martin Scorsese och med Robert De Niro, Nick Nolte, Jessica Lange och Juliette Lewis i huvudrollerna. Det var den sjunde filmen i samarbetet mellan Martin Scorsese och Robert De Niro.
Filmen är en nyinspelning av filmen Farlig främling från 1962, som i original hade titeln Cape Fear. I den filmen spelade Gregory Peck rollen som advokaten Sam Bowden, Robert Mitchum som Max Cady och Martin Balsam som Mark Dutton. Filmerna bygger på en roman av John D. MacDonald.

## Handling
Efter fjorton år i fängelse för våldtäkt och misshandel blir den bestialiske psykopaten Max Cady (Robert De Niro) fri. Han vill nu bara ha en sak. Det är att hämnas på sin före detta försvarsadvokat Sam Bowden (Nick Nolte) och dennes familj – inklusive den 15-åriga dottern Danielle (Juliette Lewis) – för att Bowden under rättegången undanhöll information som hade kunnat mildra Cadys straff.
Terrorn ökar konstant. När Bowden inser att han är oförmögen att skydda sin familj med hjälp av lagen, tar han till okonventionella metoder. Detta leder till en oförglömlig kraftmätning vid floden Cape Fear.

## Om filmen
Filmen är inspelad i bland annat Fort Lauderdale och Hollywood i Florida, samt i Savannah i Georgia.
Filmen hade svensk premiär den 3 mars 1992 på biograferna Biopalatset, Draken, Filmstaden, Rival och Skandia i Stockholm.

## Skådespelare
- Robert De Niro - Max Cady
- Nick Nolte - Sam Bowden
- Jessica Lange - Leigh Bowden
- Juliette Lewis - Danielle Bowden
- Joe Don Baker - Claude Kersek
- Robert Mitchum - Polisinspektör Elgart
- Gregory Peck - Lee Heller
- Martin Balsam - Domare
- Illeana Douglas - Lori Davis
- Fred Dalton Thompson - Tom Broadbent

(Gregory Peck, Robert Mitchum och Martin Balsam medverkade även i originalfilmen)

## Filmpriser

### Vunna priser
- BMI Film & TV Awards
  - Bernard Herrmann
- Chicago Film Critics Association Awards
  - Bästa kvinnliga biroll - Juliette Lewis
- Kansas City Film Critics Circle Awards
  - Bästa kvinnliga biroll - Juliette Lewis

### Nomineringar
- Oscar
  - Bästa manliga huvudroll - Drama Robert De Niro
  - Bästa kvinnliga biroll - Juliette Lewis
- BAFTA Awards
  - Bästa foto - Freddie Francis
  - Bästa filmklippning - Thelma Schoonmaker
- Berlin International Film Festival
  - Martin Scorsese
- Golden Globe
  - Bästa manliga huvudroll - Drama - Robert De Niro
  - Bästa kvinnliga biroll - Juliette Lewis
- MTV Movie Awards
  - Bästa kyss - Robert De Niro och Juliette Lewis
  - Bästa manliga huvudroll - Robert De Niro
  - Bästa skurk - Robert De Niro